# Ватиканский кодекс 64
Ватиканский кодекс 64 (лат. Codex Vaticanus 64) — манускрипт на греческом языке, содержащий  289 пергаментных листов (318×205 мм). Он был создан в Салониках и состоит из 35 так называемых Сократовых писем, которые были написаны во втором или третьем веке разными авторами.